# Sablia fusca
Sablia fusca är en fjärilsart som beskrevs av Rocci och Turati 1934. Sablia fusca ingår i släktet Sablia och familjen nattflyn. Inga underarter finns listade.